# Lange Antares 18S
Pour les articles homonymes, voir Antarès (homonymie).
Dimensions
Le Lange Antares 18S est un planeur pur de 18 m de classe course construit par Lange Flugzeugbau dans les années 2000.
Une version du planeur est équipée d'un turboréacteur[réf. nécessaire] pour se maintenir en vol.
Une version équipée d'un pulsoréacteur est en développement.